# Sant Francesc Xavier jacent
La imatge de Sant Francesc Xavier jacent, que forma part del sòcol del retaule de Sant Pacià de la Catedral de Barcelona, és una obra d'Andreu Sala.
Aquesta obra fou elaborada l'any 1687, està feta de fusta i va ser policromada. Com succeïx amb altres obres d'art de la catedral, en origen la peça estava ubicada amb un altre lloc, a la capella de Santa Maria Magdalena, (situada al costat de l'Evangeli) però a causa d'una reforma feta l'any 1888, va portar a canviar-la de lloc i ubicar aquesta figura en el retaule de Sant Pacià (1892). Aquesta obra fou pintada de nou, fet que explica que no s'apreciïn tots els efectes daurats típics del barroc.

## Autoria
La imatge fou elaborada per Andreu Sala, un dels escultors catalans amb més renom del seu temps com a exponent de la influència del barroc en l'escultura, format amb l'escultor Francesc Santacruz i Artigas.

## Estil
" Andreu Sala fou sens dubte un dels millors escultors de l'època barroca. De la poca obra que ens queda podem afirmar que Sala ha vist i compres a la perfecció la lliçó de Gian Lorenzo Bernini i Alessandro Algardi, dos dels millors escultors europeus del S.XVII. Triadó escrivia en el llibre L'època del Barroc a la Història de l'art Català: 1984. "L'esperit del barroc té en Andreu Sala el seu màxim representant". […] Aquesta obra en concret és demostrativa d'una comprensió de la ideologia contrareformista. […] Andreu Sala demostra un coneixement de Bernini, formal i conceptual, que fa quasi impossible el seu desconeixement. Fixem-nos en l'actitud de Sant Francesc, deutora de la beata Ludovica Albertoni (Roma, Sant Francesco a Ripa)"

## Descripció
Damunt la segona grada del retaule, hi trobem la figura de Sant Francesc Xavier, jacent. En el cos sobre el qual es troba aquest, es llegeix: << Sala fecit any 1687>>.
El sant, vestit amb túnica de plecs amples, reclina damunt d'un coixí la part superior del cos, que queda així una mica alçada. Doblega el braç esquerre damunt la cintura, i a la mà porta un crucifix que es posa sobre pit. Decanta el cap a la dreta, amb els ulls i la boca entreoberts, i la seva espessa barba. Porta un cèrcol daurat com a nimbe.
Dins del seu realisme irradia un misticisme (en el seu rostre, i la creu al pit) molt vinculat a la Contrareforma. Hi ha un dramatisme contingut en aquesta figura. Podem veure una influència de la SantaLudovica Albertoni de Bernini.
La imatge té una talla policromada formada per peces d'alba seccionades verticalment, de fet quatre peces encadellades horitzontalment i una de superior aplacada sobre les tres inferiors. Aconsegueix crear l'aspecte d'una imatge jacent de cos rodó buidada per la part inferior. En la zona de la testa d'una de les peces horitzontals s'observa la malla del tronc amb els anells anuals de creixement de l'arbre. A partir de la cintura del sant, tot aquest volum recolza sobre quatre taulons d'alba de tall radial que fan la funció de peanya de la talla.